# Zyginidia cornicula
Zyginidia cornicula är en insektsart som beskrevs av Meusnier 1982. Zyginidia cornicula ingår i släktet Zyginidia och familjen dvärgstritar.
Artens utbredningsområde är Frankrike. Inga underarter finns listade i Catalogue of Life.